# Белорусско-литовская летопись 1446 года

Белорусско-литовская летопись 1446 г.

Белорусско-литовская летопись 1446 года — первый общегосударственный летописный свод Великого княжества Литовского, посвященный истории восточных славян и Литвы.
Составлена во второй четверти XV века в Смоленске неизвестным духовным лицом на основании русских и местных источников. Известна в четырёх списках и двух редакциях: старшей (списки Никифоровский, Супрасльский, Академический) и новой (Слуцкий список). Первоначальная редакция не сохранилась. Открыта и впервые издана Игнатием Даниловичем в 1823—1824 годах.
Охватывает период с середины IX по середину XV веков. Известия по истории Руси за 854—1427 года заимствованы из русских летописей, они и помещены сокращенно в оригинале, а не на старобелорусском языке. Из местных произведений вошли краткая Смоленская хроника, Похвала Витовту, смоленские погодичные записи за 1432—1445 года и «Летописец великих князей литовских». В своде объединены самые разные по происхождению и характеру произведения, написанные в Киеве, Москве, Вильне и Смоленске, в великокняжеской канцелярии и духовенством. Так же неодинаков язык свода: древнерусский и старобелорусский стиль светский и тут же книжно-славянский. Это придает летописи вид историческо-литературной компиляции.
По содержанию летопись имеет общерусское содержание и значение. История Литвы, Беларуси и отчасти Украины XIV — первой половины XV вв. изложены в связи с историей Московского княжества и в непосредственной преемственности с историей Древнерусского государства. Много внимания уделяется описанию борьбы восточных славян против иноземных захватчиков, а также истории княжения Витовта. Автор проводит мысль о единстве всех восточных славян, необходимости и закономерности их объединения в Великом княжестве Литовском. В летописи есть рассказ о киевском князе Владимире и полоцкой княжне Рогнеде, ряд известий об истории Полоцка, о князе Андрее Полоцком.
Летопись сохранила известия по истории Северо-Восточной Руси, которых нет в других летописях, а посему имеет определенное значение для изучения российской истории. Она также послужила источником для Хроники великого княжества Литовского и Жемайтского, Хроники Быховца.